# باشگاه فوتبال موصل
باشگاه فوتبال موصل (به عربی: نادي الموصل) یک باشگاه فوتبال عراقی در شهر موصل می‌باشد.

## بازیکن‌های برجسته
- عراق حریص محمد حسن
- عراق هوار ملا محمد (۱۹۹۸ تا ۲۰۰۰)